# گودهیو ۱۲۹۱۱
سیارک ۱۲۹۱۱ (به انگلیسی: 12911 Goodhue، نامگذاری:1998SQ59) دوازده هزار و نهصد و یازدهمین سیارک کشف شده‌است که در ۱۷ سپتامبر ۱۹۹۸ کشف شد.
قدر مطلق سیارک برابر ۳۵.۴ است.